# Lonicera cinerea
Lonicera cinerea là một loài thực vật có hoa trong họ Kim ngân. Loài này được Pojark. mô tả khoa học đầu tiên năm 1958.